# Цуру (Яманасі)

35°33′5″ пн. ш. 138°54′20″ сх. д. / 35.55139° пн. ш. 138.90556° сх. д.
Цу́ру (яп. 都留市, つるし, МФА: [t͡suɾu ɕi̥]) — місто в Японії, в префектурі Яманасі.

## Короткі відомості
Розташоване в східній частині префектури. В середньовіччі було володінням самурайського роду Оямада. В ранньому новому часі перетворене на призамкове містечко, столицю автономного уділу Ямура. Засноване 29 квітня 1954 року шляхом об'єднання містечка Ямура з селами Оїдзумі, Такара, Касей, Морісато й Хіґасі-Кацура. Основою економіки є текстильна промисловість, шовківництво, комерція. Станом на 1 квітня 2009 площа міста становила 161,58 км². Станом на 1 липня 2011 населення міста становило 33 435 осіб.